# Caffeine citrate
Caffeine citrate, được bán dưới tên thương mại Cafcit và các tên khác, là một loại thuốc dùng để điều trị việc ngừng thở ở trẻ sinh non. Cụ thể là thuốc dùng cho trẻ được sinh ra dưới 35 tuần hoặc cân nặng dưới 2 kg (4.4 lb) một khi các nguyên nhân khác bị loại trừ. Nó được đưa vào cơ thể qua đường miệng hoặc tiêm chậm vào tĩnh mạch.
Tác dụng phụ có thể bao gồm vấn đề cho ăn, tăng nhịp tim, lượng đường trong máu thấp, viêm ruột hoại tử và các vấn đề về thận. Việc kiểm tra nồng độ caffeine trong máu đôi khi được khuyến cáo. Nó là một muối axit citric của caffein. Caffeine citrate thuộc họ thuốc xanthine. Nó hoạt động bằng cách kích thích các trung tâm hô hấp trong não.
Caffeine được phát hiện vào năm 1819. Nó nằm trong Danh sách các loại thuốc thiết yếu của Tổ chức Y tế Thế giới, các loại thuốc hiệu quả và an toàn nhất cần thiết trong một hệ thống y tế. Ở Vương quốc Anh, lọ 10 mg có giá 4,90 bảng Anh. Thuốc dạng tiêm tĩnh mạch cũng có thể uống trực tiếp.

## Sử dụng trong y tế
Caffeine citrate nói chung là phương pháp điều trị ưu tiên cho ngưng thở khi sinh non. Nó có ít tác dụng phụ hơn so với theophylline.
Các chức năng của cafein citrate có nhiều khả năng tương tự như caffeine, nhưng có tác dụng nhanh hơn; tốc độ phân giải nhanh hơn caffeine. Giống như hợp chất chị em của nó, nó có thể được sử dụng để xua tan cơn đau do đau đầu. Tuy nhiên, caffeine natri benzoate thường chỉ được sử dụng để điều trị đau nửa đầu nghiêm trọng, chứ không phải dạng caffein citrate dùng đại trà.